# Rhagadiolus edulis
Rhagadiolus edulis ist eine Pflanzenart aus der Familie der Korbblütler (Asteraceae).

## Merkmale
Rhagadiolus edulis ist ein einjähriger Schaft-Therophyt, der Wuchshöhen von 20 bis 50 (selten 10 bis 70) Zentimeter erreicht. Die Grundblätter sind leierförmig-fiederschnittig. Die Endfieder ist groß, die Seitenfiedern sind klein und entfernt stehend. Der Blattstiel ist gut entwickelt und oft verlängert. Die meist 5 bis 6 inneren Hüllblätter sind am Rücken kahl. Die Früchte sind 10 bis 15 Millimeter lang und gerade oder leicht gebogen.
Die Blütezeit reicht von März bis Juni.

## Vorkommen
Rhagadiolus edulis ist ein mediterranes bis submediterranes Florenelement. Sie kommt vor in Marokko, Spanien, Frankreich, Italien, Slowenien, auf der Balkanhalbinsel, in Bulgarien, in der Ukraine, in der Türkei, auf Zypern, in Syrien, Libanon, Jordanien, Irak und Israel.
Auf Kreta wächst die Art auf Kultur- und Brachland, auf Ruderalstellen und in offener Phrygana in Höhenlagen von 0 bis 1300 Meter.